# بومة صائدة السمك
بومة صائدة السمك (الاسم العلمي: Scotopelia)، جنس طير من فصيلة البوم الحقيقي، أعطانها أفريقيا جنوب الصحراء.
عادةً ما يتم وضع بوم صائد السمك في جنس سكوتوبيليا، ولكن أدلة الحمض النووي تشير إلى أنه يجبضمها إلى جنس البومة القرناء (Bubo).
يحتوي الجنس على الأنواع التالية
- Vermiculated fishing owl (Scotopelia bouvieri)
- بومة بيل صائدة السمك (Scotopelia peli)
- Rufous fishing owl (Scotopelia ussheri)